# Ї
Ї (minuskel: ї) är en bokstav i det kyrilliska alfabetet som används i ukrainska och rusinska. Bokstaven liknar ett latinskt i med det diakritiska tecknet ¨ ovanför; Ï ï. Den representerar ljudet /ji/.

## Teckenkoder i datorsammanhang
| Teckenkoder        | Versal: Ї                            | Gemen: ї                           |
| ------------------ | ------------------------------------ | ---------------------------------- |
| Namn (Unicode)     | CYRILLIC CAPITAL LETTER UKRAINIAN YI | CYRILLIC SMALL LETTER UKRAINIAN YI |
| Kodpunkt (Unicode) | U+0407                               | U+0457                             |
| HTML               | &#x407;                              | &#x457;                            |